# Góra
Góra (alemán: Guhrau) es un municipio urbano-rural y una localidad del distrito de Góra, en el voivodato de Baja Silesia (Polonia). Formó parte de Alemania hasta 1945.

## Geografía

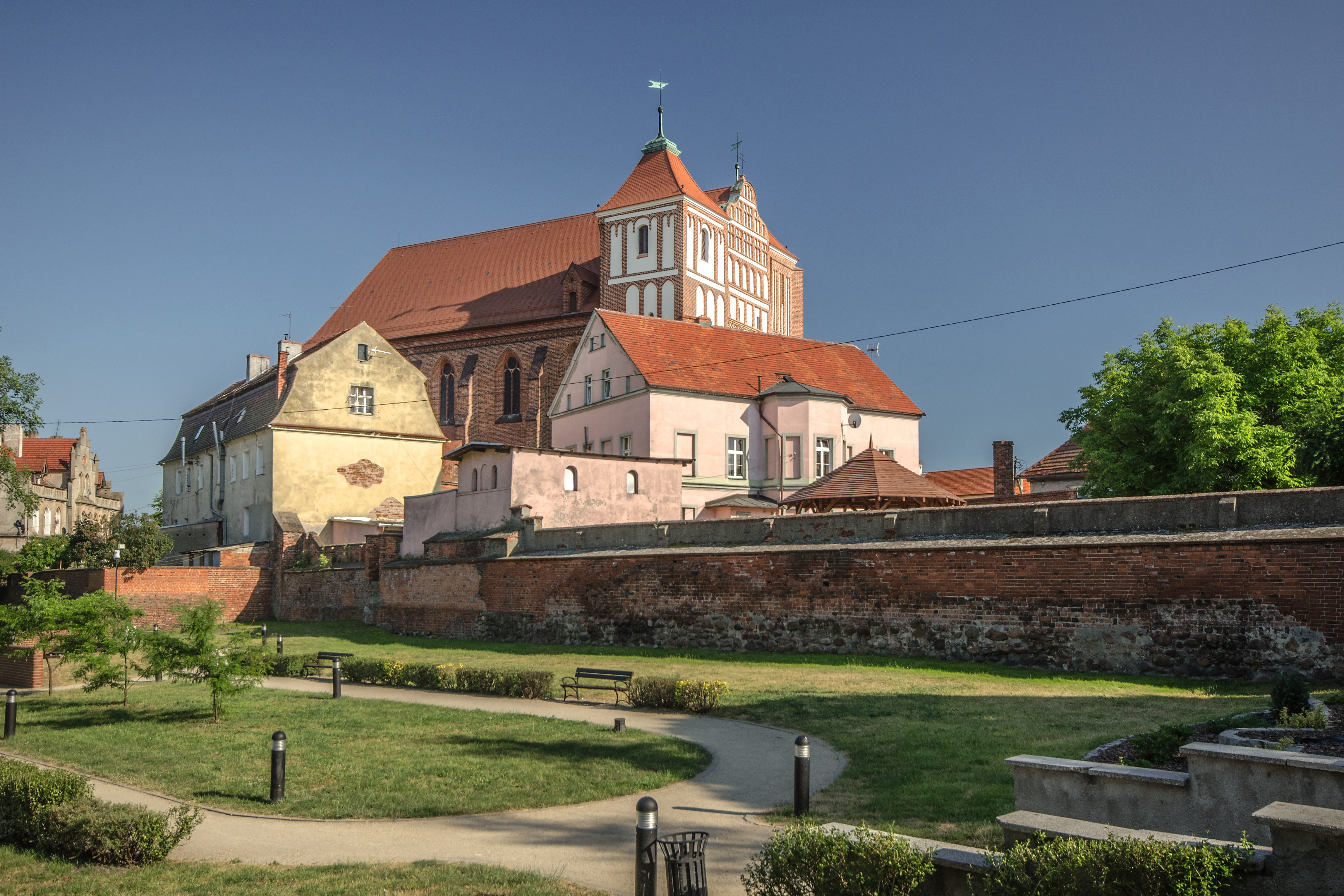
Iglesia de Santa Catalina

La localidad de Góra se encuentra en el suroeste de Polonia, a unos 69 km al noroeste de Breslavia, la capital del voivodato. El municipio limita con otros seis —Bojanowo, Jemielno, Niechlów, Rydzyna, Święciechowa y Wąsosz— y tiene una superficie de 266,11 km², 13,65 correspondientes a la zona urbana —la localidad de Góra— y 252,46 a la zona rural —que abarca las localidades de Borszyn Mały, Borszyn Wielki, Bronów, Brzeżany, Chróścina, Czernina, Czernina Dolna, Czernina Górna, Glinka, Gola Górowska, Grabowno, Jastrzębia, Kłoda Górowska, Kruszyniec, Łagiszyn, Ligota, Nowa Wioska, Osetno, Osetno Małe, Polanowo, Radosław, Rogów Górowski, Ryczeń, Sławęcice, Ślubów, Stara Góra, Strumienna, Strumyk, Sułków, Szedziec, Wierzowice Małe, Wierzowice Wielkie, Witoszyce, Włodków Dolny y Zawieścice—.

## Demografía
En 2011, según la Oficina Central de Estadística polaca, el municipio tenía una población de 20 726 habitantes, 12 364 en la localidad de Wąsosz y 8362 en la zona rural.